# Florentiner Habichtskraut
Das Florentiner Habichtskraut (Pilosella piloselloides (Vill.) Soják, Syn.: Hieracium piloselloides Vill.), Florentiner Mausohrhabichtskraut genannt, ist eine Pflanzenart aus der Gattung (Pilosella) innerhalb der Familie der Korbblütler (Asteraceae).

## Beschreibung

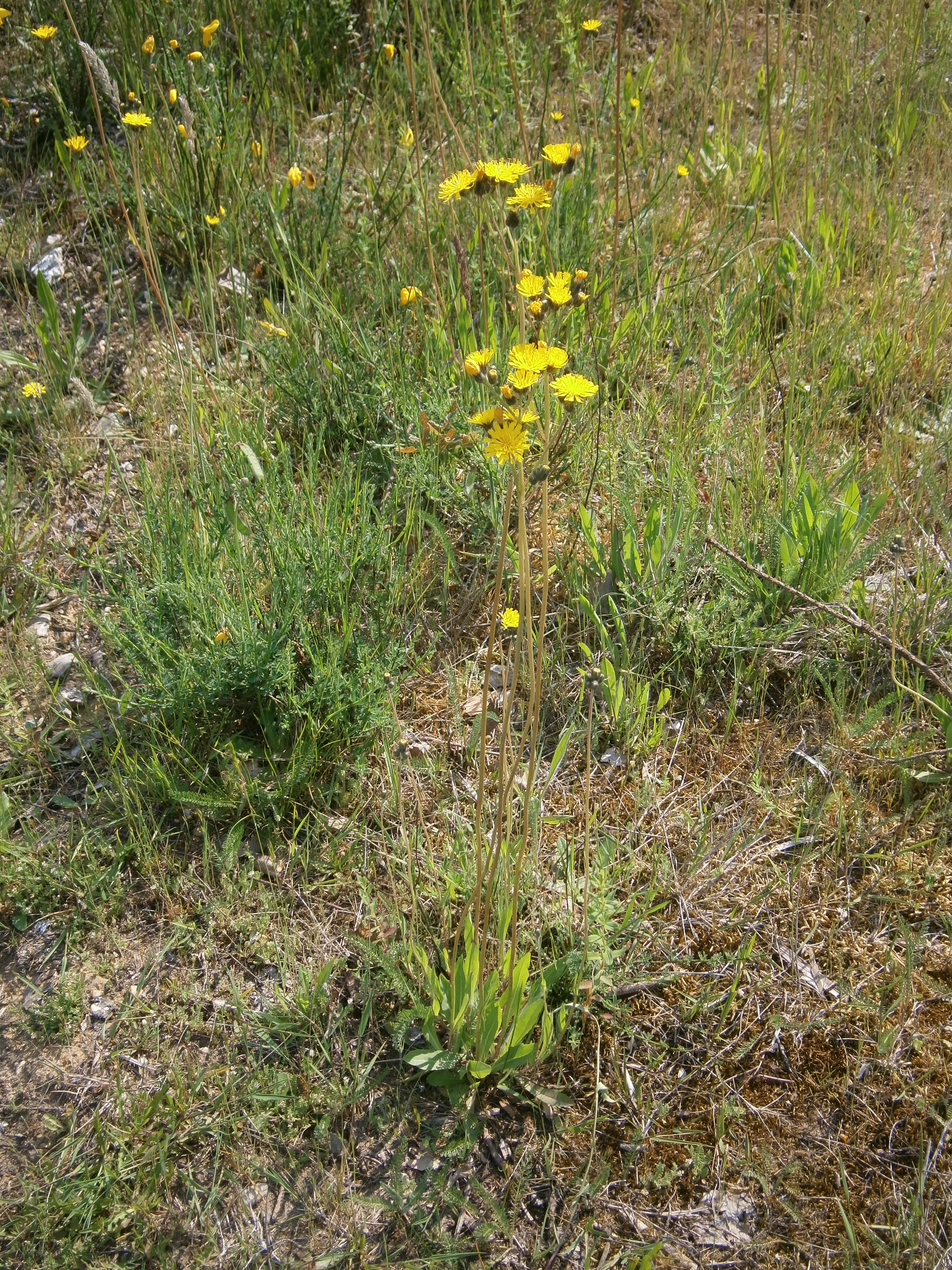
Habitus

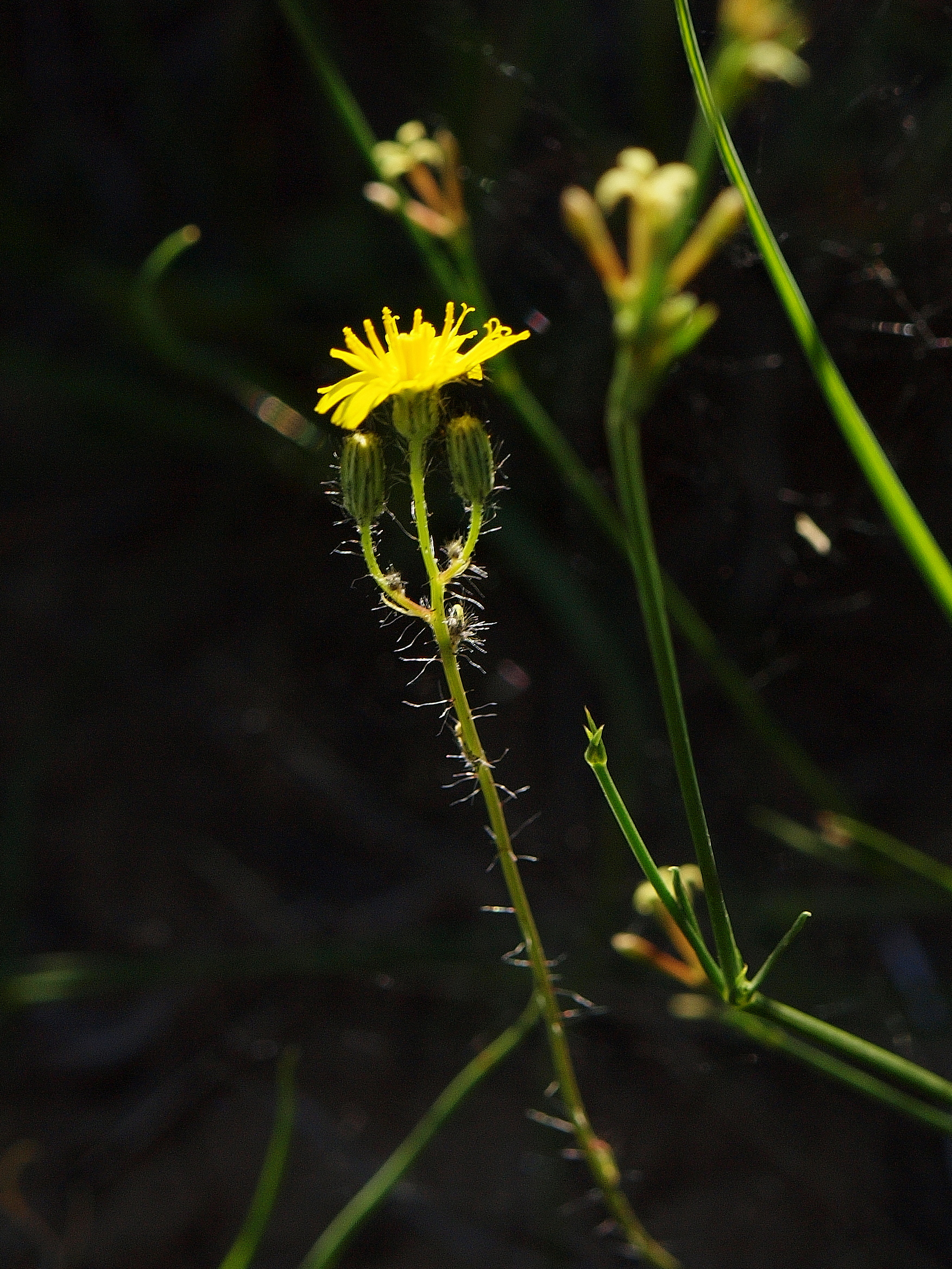
Blütenstand, Wildstandort in den subadriatischen Dinariden, Borovi do Bijela gora, 1450 m

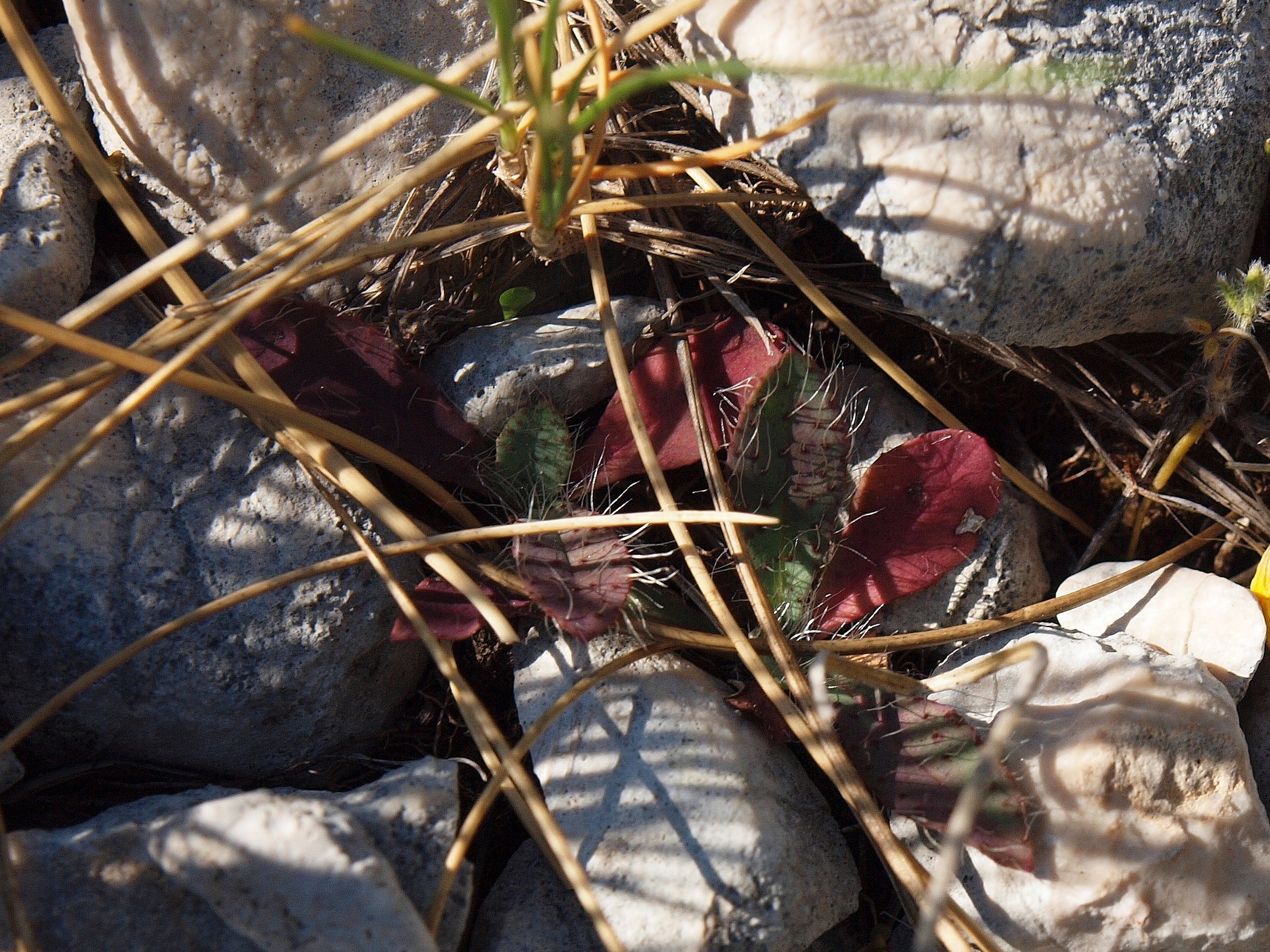
Blattrosette, Wildstandort in den subadriatischen Dinariden, Borovi do Bijela gora, 1450 m

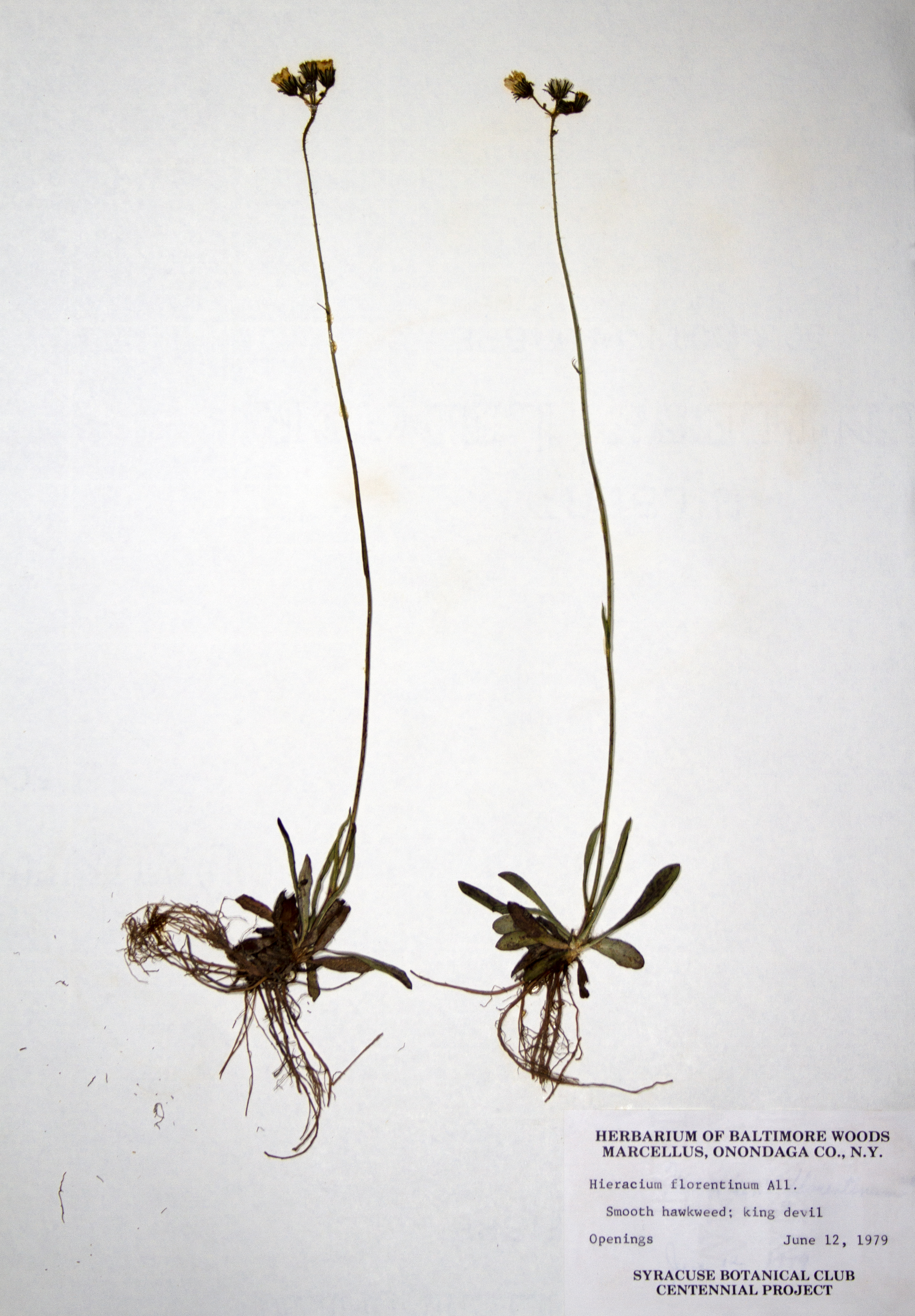
Herbarbeleg, der Habitus und der Blütenstand sind gut zu erkennen

### Vegetative Merkmale
Das Florentiner Habichtskraut wächst als überwinternd grüne, ausdauernde krautige Pflanze und erreicht Wuchshöhen von 20 bis meist 30 bis 80 Zentimeter. Sie bildet ein gedrungenes Rhizom aber keine Ausläufer, doch bisweilen findet man ausläuferartige Seitensprosse. Der höchstens im oberen Bereich verzweigte Stängel besitzt wenige einfache Haare (2 bis über 4 Millimeter lang) und im oberen Bereich auch Drüsenhaare (Indument). Das Florentiner Habichtskraut enthält Milchsaft.
Die meisten (3 bis 8, selten bis über 20) Laubblätter sind in grundständigen Rosetten angeordnet und nur meist ein bis drei, selten vier bis fünf sind wechselständig am Stängel verteilt. Die derben, blaugrünen Grundblätter sind bei einer Länge von 3 bis 10, selten bis zu 15 Zentimetern sowie einer Breite von 8 bis über 20 Millimetern verkehrt-lanzettlich bis lanzettlich spatelig bis linealisch-lanzettlich bis verkehrt-eiförmig mit keilförmiger Spreitenbasis und gerundetem bis spitzem oberen Ende und, meist nur am meist glatten Blattrand sowie am Rückennerv zerstreut bis mäßig schwach locker, steifborstig, hell behaart und beidseitig flockenlos. Zur Blütezeit findet man Trichome aber nur am Rand und unterseits an der Mittelrippe. Die Blattunterseite kann locker sternhaarig oder sternhaarlos sein.

### Generative Merkmale
Die Blütezeit reicht je nach Standort von Mai bis Juni oder Juni bis September. Der anfangs mehr oder weniger gedrängt doldige oder selten rispige, später lockerere, verzweigte (mit 3 bis 10, selten bis zu 15 Verzweigungen) Gesamtblütenstand enthält meist 10 bis 30 (3 bis 80) körbchenförmige Teilblütenstände. Die glockenförmige Hülle ist 5 bis 8 Millimeter lang und enthält 12 bis über 18 Hüllblätter. Die dunkelgrüne bis schwarzen Hüllblätter besitzen einen kaum erkennbaren bis sehr breiten hellen Rand und sind kahl bis spärlich behaart; es sind spärlich bis reichlich Drüsen und keine bis wenige Flocken vorhanden. Die Blütenkörbchen enthalten nur (selten 40 bis meist 60 bis über 80) Zungenblüten. Die fünfzipfeligen Zungenblüten sind rein-goldgelb.
Die 1,5 bis 2 Millimeter lange, schwarze Achäne besitzt einen Pappus, der aus einer Reihe weißer bis gelblicher 25 bis über 40 Borsten besteht.

### Chromosomensatz
Die Chromosomengrundzahl beträgt x = 9; es wurden Ploidiestufen mit Chromosomenzahlen von 2n = 18, 27, 36 oder 45 ermittelt.

## Ähnliche Arten
Ähnlich sind das Wiesen-Habichtskraut (Pilosella caespitosa (Dumort.) P.D.Sell & C.West), das Trugdoldige Habichtskraut (Pilosella cymosa (L.) F.W.Schultz & Sch. Bip.) und ganz besonders das Ungarische Habichtskraut  (Pilosella bauhini (Schult.) Arv.-Touv.). Alle drei Arten bilden im Gegensatz zum Florentiner Habichtskraut Ausläufer. Beim Wiesen- und beim Trugdoldigen Habichtskraut sind die Grundblätter mehr oder weniger grasgrün und beiderseits auf der ganzen Fläche behaart.

## Ökologie
Beim Florentiner Habichtskraut handelt es sich um eine Halbrosettenpflanze und einen mesomorpher Hemikryptophyten. Es erfolgt auch vegetative Vermehrung.
Die Diasporen werden durch den Mund von Tieren (Stomatochorie), durch den Wind (Anemochorie) und durch Klett- und Klebausbreitung auf der Oberfläche von Tieren (Epichorie) ausgebreitet.

## Vorkommen
Das Florentiner Habichtskraut ist ein europäisch-vorderasiatisches, submeridionales bis boreales Florenelement. Es gibt für Westasien und dem Kaukasusraum Fundortangaben für den Libanon, Syrien, die Türkei, Ciskaukasien, Armenien sowie Aserbaidschan. Für Nord-, Mittel-, Ost-, Südwest- und Südosteuropa gibt es Fundortangaben für Deutschland, Österreich, die Schweiz, Ungarn, Tschechien, die Slowakei, die Niederlande, Polen, Finnland, Norwegen, Schweden, die baltischen Staaten, den europäischen Teil Russlands, Belarus, Moldowien, die Ukraine, die Krim, Albanien, Bulgarien, Bosnien und Herzegowina, Griechenland, Nordmazedonien, Montenegro, Rumänien, Serbien, Kroatien, Slowenien, Italien und Frankreich (inklusive Korsika).
Es ist innerhalb Europas ein Neophyt im Vereinigten Königreich, in Belgien und den Niederlanden. Im submeridionalen bis borealen östlichen Nordamerika ist es ein Neophyt. Es kommt in Nordamerika nur von der nördlichen Atlantikküste von den östlichen kanadischen Provinzen bis Maine und nach Süden bis Georgia; nach Westen an den Großen Seen entlang bis Minnesota sowie Iowa, es kommt auch in Montana sowie Washington vor. Es ist auch im südlichen Südamerika in Argentinien und Chile ein Neophyt.
In der Schweiz gedeiht sie in den meisten Kantonen auf Alluvionen und Moränen auf Trockenrasen und kiesigen Standorten in kollin-subalpiner Höhenstufe. Es steigt bis etwa 2200 Meter Meereshöhe auf.
Die ökologischen Zeigerwerte nach Landolt et al. 2010 sind in der Schweiz: Feuchtezahl F = 2 (mäßig trocken), Lichtzahl L = 4 (hell), Reaktionszahl R = 4 (neutral bis basisch), Temperaturzahl T = 4 (kollin), Nährstoffzahl N = 2 (nährstoffarm), Kontinentalitätszahl K = 4 (subkontinental).
In Deutschland nimmt die Verbreitung von Süden nach Norden ab. Das Florentiner Habichtskraut ist in Süd- und Mittelbayern, Baden-Württemberg und im südlichen Nordrhein-Westfalen verbreitet, in Nordbayern, Rheinland-Pfalz, Hessen, Thüringen, Sachsen und im südlichen Sachsen-Anhalt, Bremen und im südöstlichen Niedersachsen zerstreut und im nördlichen Nordrhein-Westfalen, nördlichen Sachsen-Anhalt, nordöstlichen Niedersachsen und in Mecklenburg-Vorpommern selten. In Schleswig-Holstein scheint das Florentiner Habichtskraut ausgestorben zu sein.
Das Florentiner Habichtskraut gedeiht in Deutschland am besten in mäßig warmen bis warmen Standorten auf trockenen bis frischen, schwach basigen bis basigen, stickstoffarmen Böden. Es wächst in lückigen Xerothermrasen, an Trockengebüschsäumen, in lichten Vorwäldern und an trockenen bis mäßig trockenen Ruderalstellen wie: Bahndämmen, Kiesgruben, Steinbrüchen oder Tagebauen. Im Alpenvorland findet man das Florentiner Habichtskraut in wechseltrockenen Flussschottern. Typische Pflanzengesellschaften, in denen man das Florentiner Habichtskraut findet, sind die Verbände Mesobromion (Submediterrane Kalk-Halbtrockenrasen), Geranion sanguinei (Xerotherme Saum-Gesellschaft), Thero-Airion (Kleinschmielenrasen), Dauco-Melilotion (Steinkleefluren) Convolvulo-Agropyrion repentis (Quecken-Halbtrockenrasen) und Epilobion fleischeri (Alpine bis montane Flussalluvionen-Gesellschaft).
Beim Florentiner Habichtskraut handelt es sich um eine Volllichtpflanze (Lichtzahl 9), die nur an voll besonnten Plätzen mit nicht weniger als 50%iger relativer Beleuchtung wächst.

## Systematik
Die Erstveröffentlichung erfolgte 1779 unter dem Namen (Basionym) Hieracium piloselloides durch Domínique Villars in Prospectus de l'Histoire des Plantes de Dauphiné, S. 34. Das Artepitheton piloselloides bedeutet ähnlich der Art Hieracium pilosella. Die Neukombination zu Pilosella piloselloides (Vill.) Soják erfolgte 1971 durch Jiří Soják in Preslia, Volume 43, S. 185.
Weitere Synonyme für Pilosella piloselloides (Vill.) Soják sind: Hieracium astolonum Vuk. nom. illeg., Hieracium bajevii Velen., Hieracium cylindriceps (Nägeli & Peter) Üksip, Hieracium florentinum All., Hieracium pseudeffusum Peter, Hieracium stupposipilum (Woronow & Zahn) Üksip, Pilosella cylindriceps (Nägeli & Peter) Schljakov, Pilosella florentina (All.) F.W.Schultz & Sch. Bip., Pilosella pseudeffusa (Peter) Holub, Pilosella stupposipila (Woronow & Zahn) Sennikov, Hieracium florentinum subsp. albobracteolatum Lengyel & Zahn, Hieracium florentinum subsp. argyrocalyx Nägeli & Peter, Hieracium florentinum subsp. argyrocephalum Nägeli & Peter, Hieracium florentinum subsp. austroalpinum Nägeli & Peter, Hieracium florentinum subsp. bajevii (Velen.) Zahn, Hieracium florentinum subsp. bellovense Nägeli & Peter, Hieracium florentinum subsp. cuneense Nägeli & Peter, Hieracium florentinum subsp. cylindriceps Nägeli & Peter, Hieracium florentinum subsp. efloccosum Nägeli & Peter, Hieracium florentinum subsp. euganeum Nägeli & Peter, Hieracium florentinum subsp. extraneum Zahn nom. illeg., Hieracium florentinum subsp. florentiniforme Nägeli & Peter, Hieracium florentinum subsp. genuense Nägeli & Peter, Hieracium florentinum subsp. glareicola Nägeli & Peter, Hieracium florentinum subsp. glareosum (W.D.J.Koch) Nägeli & Peter, Hieracium florentinum subsp. gramineum Nägeli & Peter, Hieracium florentinum subsp. guardianum Zahn, Hieracium florentinum subsp. lancifolium Nägeli & Peter, Hieracium florentinum subsp. litorale Nägeli & Peter, Hieracium florentinum subsp. longiceps Nägeli & Peter, Hieracium florentinum subsp. meridionale Nägeli & Peter, Hieracium florentinum subsp. michelii Nägeli & Peter, Hieracium florentinum subsp. mondoviense Zahn, Hieracium florentinum subsp. nivigemmum Nägeli & Peter, Hieracium florentinum subsp. obscuriforme Nägeli & Peter, Hieracium florentinum subsp. parcifloccum Nägeli & Peter, Hieracium florentinum subsp. polycephalum Nägeli & Peter, Hieracium florentinum subsp. porrettanum Nägeli & Peter, Hieracium florentinum subsp. rhodacron Urum. & Zahn, Hieracium florentinum subsp. rhodanum Nägeli & Peter, Hieracium florentinum subsp. rhododontum Zahn nom. illeg., Hieracium florentinum subsp. senescens Nägeli & Peter, Hieracium florentinum subsp. squarrosiramum Zahn nom. illeg., Hieracium florentinum subsp. squarrosum Nägeli & Peter, Hieracium florentinum subsp. stupposipilum Woronow & Zahn, Hieracium florentinum subsp. subflorentinum Nägeli & Peter, Hieracium florentinum subsp. sublanciferum Zahn nom. illeg., Hieracium florentinum subsp. subobscurum Nägeli & Peter, Hieracium florentinum subsp. subsenescens Zahn nom. illeg., Hieracium florentinum subsp. turcicum Nägeli & Peter, Hieracium florentinum subsp. zannichellii Zahn, Hieracium piloselloides subsp. adenocymanthum O.Behr & al., Hieracium piloselloides subsp. argyrocalyx (Nägeli & Peter) Zahn, Hieracium piloselloides subsp. argyrocephalum (Nägeli & Peter) Zahn, Hieracium piloselloides subsp. austroalpinum (Nägeli & Peter) Zahn, Hieracium piloselloides subsp. cuneense (Nägeli & Peter) Zahn, Hieracium piloselloides subsp. cylindriceps (Nägeli & Peter) Zahn, Hieracium piloselloides subsp. efloccosum (Nägeli & Peter) Zahn, Hieracium piloselloides subsp. euganeum (Nägeli & Peter) Zahn, Hieracium piloselloides subsp. extraneum Zahn nom. illeg., Hieracium piloselloides subsp. florentiniforme (Nägeli & Peter) Zahn, Hieracium piloselloides subsp. florentinum (All.) P.Fourn., Hieracium piloselloides subsp. genuense (Nägeli & Peter) Zahn, Hieracium piloselloides subsp. glareicola (Nägeli & Peter) Zahn, Hieracium piloselloides subsp. glareosum (W.D.J.Koch) Zahn, Hieracium piloselloides subsp. gramineum (Nägeli & Peter) Zahn, Hieracium piloselloides subsp. guardianum (Zahn) Zahn, Hieracium piloselloides subsp. litorale (Nägeli & Peter) Zahn, Hieracium piloselloides subsp. longiceps (Nägeli & Peter) Zahn, Hieracium piloselloides subsp. meridionale (Nägeli & Peter) Zahn, Hieracium piloselloides subsp. michelii (Nägeli & Peter) Zahn, Hieracium piloselloides subsp. mondoviense (Zahn) Zahn, Hieracium piloselloides subsp. nivigemmum (Nägeli & Peter) Zahn, Hieracium piloselloides subsp. obscuriforme (Nägeli & Peter) Zahn, Hieracium piloselloides subsp. parcifloccum (Nägeli & Peter) Zahn, Hieracium piloselloides subsp. porrettanum (Nägeli & Peter) Zahn, Hieracium piloselloides subsp. rhodanum (Nägeli & Peter) Zahn, Hieracium piloselloides subsp. rhododontum Zahn nom. illeg., Hieracium piloselloides subsp. squarrosiramum Zahn nom. illeg., Hieracium piloselloides subsp. subflorentinum (Nägeli & Peter) Zahn, Hieracium piloselloides subsp. sublanciferum Zahn nom. illeg., Hieracium piloselloides subsp. subobscurum (Nägeli & Peter) Zahn, Hieracium piloselloides subsp. subsenescens Zahn nom. illeg., Hieracium piloselloides subsp. turcicum (Nägeli & Peter) Zahn, Hieracium piloselloides subsp. zannichellii (Zahn) Zahn, Hieracium piloselloides var. glareosum W.D.J.Koch.
Der Umfang der GattungPilosella und der Art Pilosella piloselloides werden kontrovers diskutiert:
Je nach Autor gibt es mehrere Unterarten der Art Pilosella piloselloides:
- Pilosella piloselloides (Vill.) Soják subsp. piloselloides[14]
- Pilosella piloselloides subsp. floccosa (Nägeli & Peter) S.Bräut. & Greuter: Sie kommt in Frankreich, Deutschland, in der Schweiz, Italien, Slowenien, Kroatien sowie Bosnien und Herzegowina vor.[14]
- Pilosella piloselloides subsp. praealta (Gochnat) S.Bräut. & Greuter (Syn.: Hieracium praealtum Gochnat): Sie kommt in Europa vor.[14]
- Pilosella piloselloides subsp. rubrobauhini (Schelk. & Zahn) S.Bräut. & Greuter (Syn.: Pilosella rubrobauhinii (Schelk. & Zahn) Sennikov): Sie kommt in der Türkei, in Aserbaidschan, Georgien und im Kaukasusgebiet vor.[14]

Seit Bräutigam et al. 2007 gibt es von der Art Pilosella piloselloides etwa sechs Unterarten:
- Ungarisches Mausohrhabichtskraut; Bauhin-Mausohrhabichtskraut (Pilosella piloselloides subsp. bauhinii (Schult.) S.Bräut. & Greuter, Syn.: Pilosella bauhini (Schult.) Arv.-Touv.): Diese Neukombination erfolgte 2007.[16]
- Flockenreiches Florentiner Mausohrhabichtskraut (Pilosella piloselloides subsp. floccosa (Nägeli & Peter) S.Bräut. & Greuter): Diese Neukombination erfolgte 2007.[16][17]
- Pilosella piloselloides subsp. magyarica (Peter) S.Bräut. & Greuter (Syn.: Pilosella amnoon (Nägeli & Peter) Schljakov, Pilosella armeniaca (Nägeli & Peter) Schljakov, Pilosella bauhini subsp. graeca (Nägeli & Peter) Gottschl., Pilosella bauhini subsp. magyarica (Peter) S.Bräut., Pilosella besseriana (Spreng.) Schljakov, Pilosella branae (Nägeli & Peter) Sennikov, Pilosella ferroviae (Rehmann) Schljakov, Pilosella filifera (Tausch) Schljakov, Pilosella glaucescens (Besser) Soják, Pilosella heothina (Nägeli & Peter) Schljakov, Pilosella marginalis (Nägeli & Peter) Schljakov, Pilosella megalomastix (Nägeli & Peter) Schljakov, Pilosella myriothricha (Rehmann) Schljakov, Pilosella nigriseta (Nägeli & Peter) Schljakov, Pilosella pseudauriculoides (Nägeli & Peter) Schljakov, Pilosella pseudomegalomastix (Rehmann) Schljakov, Pilosella saeva (Rehmann) Schljakov, Pilosella subfilifera (Zahn) Schljakov, Pilosella volhynica (Nägeli & Peter) Schljakov, Pilosella piloselloides subsp. megalomastix (Nägeli & Peter) P.D.Sell & C.West): Diese Neukombination erfolgte 2007.[16]
- Echtes Florentiner Mausohrhabichtskraut (Pilosella piloselloides (Vill.) Soják subsp. piloselloides)[16][18]
- Dunkles Florentiner Mausohrhabichtskraut (Pilosella piloselloides subsp. praealta (Gochnat) S.Bräut. & Greuter): Diese Neukombination erfolgte 2007.[16][19]
- Pilosella piloselloides subsp. rubrobauhinii (Schelk. & Zahn) S.Bräut. & Greuter: Diese Neukombination erfolgte 2007.[16]

## Trivialnamen
Trivialnamen in verschiedenen Sprachen sind:
- albanisch Këmashën leshatake
- bulgarisch Влакнестоподобна румянка Wlaknestopodobna rumjanka
- englisch King devil, Tall hawkweed
- französisch Épervière fausse piloselle, Fausse piloselle, Fausse Piloselle, Épervière fausse piloselle, Épervière des Florentins
- italienisch Sparviere fiorentino
- polnisch Jastrzębiec wysoki
- türkisch Köse tırnakotu
- ukrainisch Нечуйвітер стрункий Netschujwiter strunkij